# Erwin Lendvai
Erwin Lendvai (auch Lendvay, Pseudonym im englischen Exil: Devinal, * 4. Juni 1882 in Budapest, Österreich-Ungarn; † 21. März 1949 in Epsom) war ein ungarischer Komponist.

## Leben
Erwin Loewenfeld, seit 1894 magyarisiert Lendvai, absolvierte 1901 das Realgymnasium und besuchte anschließend das Konservatorium, wo er Musiktheorie bei Hans Koessler studierte. 1905 ging er mit einem Stipendium zu Puccini nach Italien, dem Herkunftsland seiner Mutter, seit 1906 lebte er dann in Deutschland, zunächst in Berlin.
Von Berlin ging er 1913 nach Hellerau bei Dresden und lehrte dort Musiktheorie bei Émile Jaques-Dalcroze an der Bildungsanstalt für Musik und Rhythmus. Schon im folgenden Jahr (laut Brusniak) oder auch erst nach 1919 (laut Gappenach) kehrte er zurück nach Berlin und unterrichtete dort bis 1920 Komposition am Klindworth-Scharwenka-Konservatorium. Die folgenden Jahre verbrachte er mit wechselnden Tätigkeiten in Weimar (ab 1920), Jena (1922), Hamburg (ab 1923) und San Remo (1925), danach wirkte er als Dirigent von Chorvereinigungen in Koblenz, München, Saarbrücken und Erfurt.
Als jüdischer Komponist im nationalsozialistischen Deutschland von Verfolgung und Berufsverbot bedroht ging er 1933 in die Emigration, zunächst in das dem Völkerbund unterstellte Saargebiet, nach der Volksabstimmung von 1935 über den Anschluss des Saarlandes dann in die Schweiz und 1938 schließlich nach England, wo er unter dem Pseudonym „Professor Devinal“ in Kenninghall (Norwich) ein zurückgezogenes Leben führte und 1949 in Epsom (Surrey) an den Folgen eines Schlaganfalls verstarb.

## Werk
Neben einer Oper (Elga nach Gerhart Hauptmann, 1916) und der Festspielmusik Völkerfreiheit (1930) komponierte er eine Sinfonie, Archaische Tänze, ein Scherzo für Orchester, Kammermusik, 3 Orgelstücke op. 4. Von größter Bedeutung sind seine mehr als 450 Chorwerke, in denen er eine Synthese aus spätmittelalterlicher a cappella-Polyphonie und zeitgenössischem Stil anstrebte. Als sein gelungenstes Werk betrachtete er selbst sein Glockenlied „Erlöse dich, Einklang“ (op. 19, Nr. 16).
Als Herausgeber veröffentlichte er eine Sammlung Der polyphone Männerchor (1928, 6 Hefte) und beteiligte sich zusammen mit dem späteren Reichssingleiter Carl Hannemann und Walter Rein an der Herausgabe des Lobeda-Singebuchs für Männerchor (1931/33). Als Musikschriftsteller verfasste er Beiträge u. a. zu den Sozialistischen Monatsheften.

## Sonstiges
Erwin Lendvai ist der Onkel des ungarischen Komponisten Kamilló Lendvay.